# Janne Henriksson
Janne Henriksson (Turku, 5 de agosto de 1981) é um futebolista finlandês que já atuou no Tornion Pallo-47, KooTeePee, e no FC Honka.